# Helena (esposa de Constantino VIII)
Helena de Bizâncio foi uma imperatriz-consorte bizantina, esposa do imperador Constantino VIII.

## História
A Cronografia, de Miguel Pselo, menciona-a brevemente:
| “ | Constantino, ainda jovem, se casou com uma senhora chamada Helena. Ela era filha do renomado Alípio, na época um dos mais importantes homens da cidade e membro de uma família tida em grande estima. Esta senhora, que não era apenas bela, mas também virtuosa, deu-lhe três filhas antes de morrer. | ” |
|   | — Miguel Pselo, "Cronografia", v. 2, cap. 4. |   |

As três meninas foram:
- Eudóxia, a mais velha. De acordo com a Cronografia, "foi acometida na infância de alguma doença infecciosa e sua aparência foi estragada desde então"[2]. Tornou-se freira.
- Zoé Porfirogênita.
- Teodora.

Na época do casamento, Constantino VIII era co-imperador com seu irmão mais velho Basílio II Bulgaróctono. Este reinou como imperador sênior de 976 até 1025, mas jamais se casou, o que, eventualmente, faria de Helena a única augusta durante seu reinado. Constantino VIII se tornaria o único imperador sênior em 1025, mas Pselo não menciona se ela ainda estava viva na ocasião.

## Possíveis descendentes
Ronald Wells, um genealogista moderno, sugeriu que Eudóxia não teria permanecido freira pela resto da vida. Ele propõe que Eudóxia seja a desconhecida esposa de Andrônico Ducas, um nobre paflagônio que pode ter servido como governador do Tema da Mésia. Pela teoria, Helena seria uma avó materna de Constantino X Ducas e do césar João Ducas.
Wells sugere ainda que duas filhas teriam nascido desta união proposta por ele. A primeira seria Maria, a esposa de João Vladislau, enquanto que a segunda seria "Sophia", uma suposta esposa de Manuel Erótico Comneno, o pai de Isaac I Comneno e de João Comneno, este, por sua vez, o pai de Aleixo I Comneno. 
Esta teoria, aparentemente tem como objetivo relacionar os ascendentes das famílias Ducas e Comneno com a dinastia macedônica. Porém, se tal descendência existir, as fonte não a suportam. Maria e João são os pais de Catarina, a esposa de Isaac, o que reforçaria ainda mais estes laços.